# Asura tabida
Asura tabida är en fjärilsart som beskrevs av Pieter Cornelius Tobias Snellen 1880. Asura tabida ingår i släktet Asura och familjen björnspinnare. Inga underarter finns listade i Catalogue of Life.